# Metsalauka
Metsalauka est un village de la commune de Hiiumaa du Comté de Hiiu en Estonie.
Au 31 décembre 2011, il compte 10 habitants.